# دنباله‌دار هالی

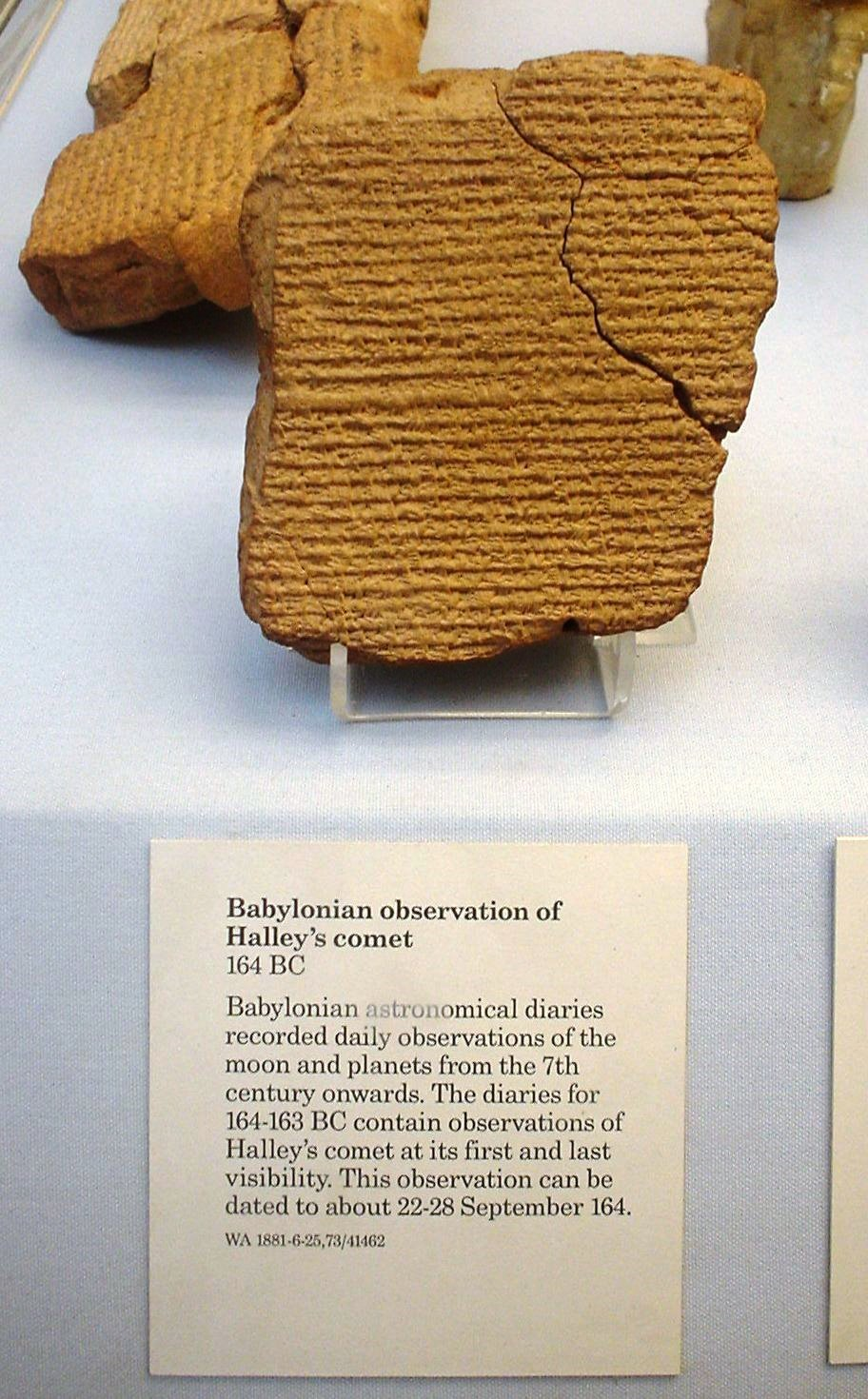
کتیبهٔ بابلی که پیدایش دنباله‌دار هالی در آسمان در آن ثبت شده‌است. ترجمهٔ زیرنویس: مشاهدهٔ بابلی دنباله‌دار هالی
۱۶۴ سال قبل از میلاد
یادداشت‌های روزانهٔ بابلی مشاهدات نجومی از ماه و سیاره‌های ثبت شده از از قرن هفتم به بعد. یادداشت‌ها برای سال‌های ۱۶۴ تا ۱۶۳ قبل از میلاد شامل مشاهدهٔ دنباله‌دار هالی در نخستین و آخرین مشاهدهٔ آن است. این مشاهدات از تاریخ ۲۲ تا ۲۸ سپتامبر ۱۶۴ سال پیش از میلاد (164BC) صورت گرفته‌است.
WA 1881-6.25،۷۳ / ۴۱۴۶۲

دنباله‌دار هالی، که نام رسمی آن «هالی پی۱» است یکی از معروفترین دنباله دارها و تنها دنباله‌دار کوتاه دوره شناخته شده‌است که هر۷۲ تا ۷۵ سال یک بار در آسمان کرهٔ زمین به روشنی و با چشم غیر مسلح دیده می‌شود. آخرین باری که این دنباله‌دار در قسمت‌های داخلی سامانهٔ خورشیدی دیده شده در سال ۱۹۸۶ میلادی بوده‌است. این دنباله‌دار در سال ۲۰۶۲ دوباره در آسمان زمین پدیدار خواهد شد.
حضیض آن ۰٫۵۸۶ واحد نجومی و اوج آن ۳۵٫۱ واحد نجومی است.
بازگشت دنباله‌دار هالی به سامانهٔ خورشیدی داخلی حداقل تا ۲۴۰ سال قبل از میلاد (بیش از ۲۲۵۰ سال پیش) مشاهده شده و توسط ستاره‌شناسان ثبت شده‌است. گزارش‌های روشنی از حضور این دنباله‌دار توسط چینیان، بابلیان، و تاریخ‌نویسان قرون وسطای اروپا در دست است، اما هیچگاه به عنوان «بازگشت همان جسم» در هیچ زمانی شناخته نشده بود. دوره‌ای و تناوبی بودن پدیدار شدن این دنباله‌دار برای اولین بار در سال ۱۷۰۵ میلادی توسط ستاره‌شناس انگلیسی، ادموند هالی دریافته و ثبت شد؛ این دنباله‌دار هم‌اکنون به نام این اخترشناس نام گذاری شده‌است.
در دورهٔ اخیر پیدایش دنباله‌دار هالی در سال ۱۹۸۶، این دنباله‌دار نخستین دنباله‌داری بود که جزئیات ویژگی‌های آن برای اولین بار از نزدیک توسط یک فضاپیما مشاهده شد؛ که در نتیجه اولین داده‌های مشاهده‌ای از ساختار و مکانیزم یک دنباله‌دار و چگونگی تشکیل دم و کمای آن تهیه و به ثبت رسید. این دانسته‌های مشاهده‌ای، تعدادی از فرضیه‌های دیرینه در مورد ساخت و ساز دنباله‌دارها، به ویژه مدل «گلولهٔ کثیف برفی» فرد ویپل را؛ که به درستی پیش‌بینی کرد که هالی از مخلوطی از یخ و مواد فرار - مانند آب، دی‌اکسید کربن، آمونیاک و - و گرد و غبار تشکیل شده‌است، پشتیبانی و تأیید کرد. این مأموریت فضایی همچنین داده‌های قابل ملاحظه‌ای را ارائه داد که به بهسازی و اصلاح و پیکربندی دوبارهٔ ایده‌ها و دانسته‌های پیشین کمک کرد. برای مثال؛ حالا می‌دانیم که سطح دنباله‌دار هالی تا حدود زیادی متشکل از گرد و خاک، مواد غیر فرار، و تنها بخش کوچکی از آن از یخ است.

## تلفظ نام و ریشهٔ نام گذاری
دنباله‌دار «هالی پی۱» که بنام اخترشناس انگلیسی ادموند هالی نام گذاری شده در فارسی و بیشتر زبان‌ها همان «هالی» بر وزن واژهٔ «خالی به معنی تهی» تلفظ می‌شود؛ هرچند که ادموند هالی در دوران زندگی نام خود را به شیوه‌های گوناگونی می‌نوشت که هرکدام تلفظ دیگری دارند که هایلی، هِیلی، هیلی، هالی، هاولی را شامل می‌شود. بنابراین تلفظ معاصر آن در رابطه با ریشهٔ نام گذاری نامشخص است.

## محاسبه مدار
هالی اولین دنباله‌داری بود که دوره‌ای بودن پدیدار شدن آن در آسمان به رسمیت شناخته شد. تا پیش از دورهٔ رنسانس، اجماع فلسفی در بارهٔ طبیعت «ستاره‌های دنباله‌دار»، همان برداشت ترویج شده توسط ارسطو بود، که آن‌ها را اختلال در جو زمین می‌دانست. این ایده در سال ۱۵۷۷ توسط تیکو براهه با استفاده از پدیدهٔ اختلاف‌منظر رد شد. او با اندازه‌گیری اختلاف منظر نشان داد که دنباله‌دارها باید فراتر از ماه قرار داشته باشند. با این همه هنوز هم بسیاری بودند که متقاعد نشدند که دنباله‌دار به دور خورشید می‌گردد، و فرض آن‌ها بر این بود که دنباله‌دارها؛ به جای دور زدن خورشید، در مسیر مستقیم خود پهنای سامانهٔ خورشیدی را می‌پیمایند.
در سال ۱۶۸۷، اسحاق نیوتن نوشتار اصول ریاضی فلسفه طبیعی خود را، که در آن قانون‌های جاذبه و حرکت مشخص شده بودند منتشر کرد.